# Шульгин, Владимир Сергеевич
Владимир Сергеевич Шульгин (13 августа 1935 — 17 февраля 1998) — советский и российский историк, исследователь русской истории и культуры XVI–XVII веков. Лауреат Государственной премии СССР за участие в создании многотомника «Очерки русской культуры XIII–XVII веков» (1982).

## Биография
Родился в пригороде Москвы, в Перово, в семье инженера-химика, где был старшим из троих детей. Раннее детство пришлось на годы Великой Отечественной войны.
В 1953 году окончил школу с золотой медалью, после чего поступил на исторический факультет Московского университета.
Ещё в студенческие годы проявил большой интерес к научной работе. Занимаясь в семинаре под руководством А. М. Сахарова, написал работу о Ярославском и Ростовском княжествах, которая была опубликована в виде статьи в журнале «Научные доклады высшей школы. Исторические науки».
После окончания с отличием в 1958 году МГУ работал в Историческом музее (1958—1960) и Центральном государственном архиве древних актов (1961—1963).
В 1960 году поступил в аспирантуру на кафедру истории СССР периода феодализма исторического факультета МГУ, где занимался проблемами истории русской церкви. Избрав в качестве основного направления исследования раскол русской церкви, старообрядчество и другие религиозные течения, он написал и в 1967 году блестяще защитил кандидатскую диссертацию «Движения, оппозиционные официальной церкви, в России в XVII веке» (эта работа осталась неопубликованной). После окончания аспирантуры он был оставлен для работы на кафедре истории СССР периода феодализма, в 1964–1969 годах был младшим научным сотрудником, а затем старшим научным сотрудником и доцентом.
Будучи талантливым педагогом и лектором, Шульгин многие годы читал общий курс истории России, курсы по истории русской культуры, по истории культуры народов СССР, истории религии и церкви, целый ряд специальных курсов. Его лекции были известны далеко за пределами исторического факультета. Он выступал в лектории музеев Московского кремля, в «Коломенском», в Загорском музее, как специалист консультировал в Историческом музее.
История русской культуры была одним из основных направлений его научно-исследовательской деятельности. С начала 1970-х годов он работает над многотомными «Очерками русской культуры» как заместитель ответственного редактора и автор (тома по XVI в., затем по XVII в.). За этот труд он в числе других авторов был удостоен Государственной премии в 1982 году.
Шульгин также был приглашён патриархом Алексием для работы над «Историей русской церкви» митрополита Макария. Огромная работа была выполнена им по подготовке и комментированию последнего издания собрания сочинений С. М. Соловьёва.
Шульгин внёс заметный вклад в публикацию исторических документов. Им были подготовлены сборники документов, посвящённые расколу и общественной мысли, городским восстаниям в XVII веке, крестьянской войне Степана Разина. Он был автором работ по истории Московского университета, а также ряда работ по истории XVII века для широкого читателя («Встречь солнцу» — о Ермаке, «Бунташный век» — о Степане Разине).

## Основные труды
- Проблемы истории русской церкви до XVIII в. // Вопросы истории. 1967. № 2.
- Капитоновщина и её место в расколе XVII в. // История СССР. 1969. № 4.
- Право и суд // Очерки русской культуры XVII века. М., 1979. Ч. I (в соавт.).
- Религия и церковь // Там же. М., 1979. Ч. II.
- Религия и церковь // Очерки русской культуры XVIII века. М., 1987. Ч. II.